# Frontenay

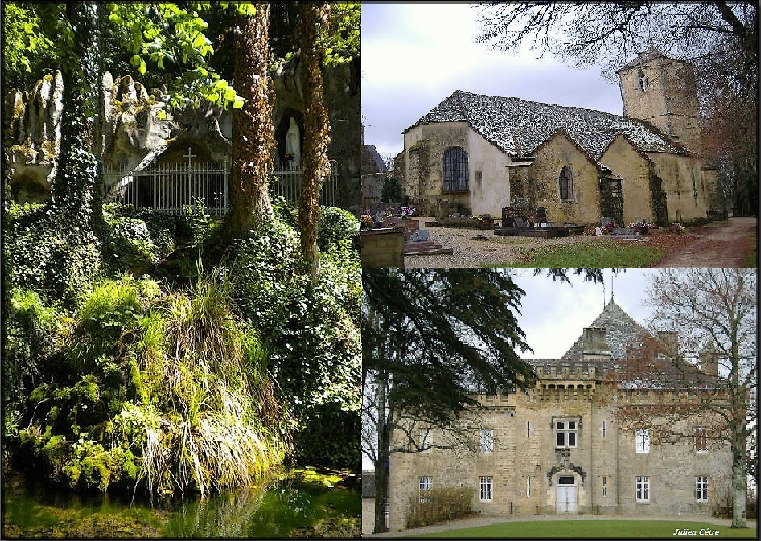
Situri remarcabile la Frontenay

Frontenay este o comună în departamentul Jura, în regiunea Franche-Comté din Franța.
În anul 2011, localitatea Frontenay avea 167 de locuitori.

## Personalități
- Victor Puiseux (1820-1883), matematician, astronom și alpinist francez a decedat la Frontenay.
- Bernard Clavel (1923-2010), scriitor jurasian, este înhumat la Frontenay.